# Au pays des ténèbres
Pour les articles homonymes, voir Germinal (homonymie).
Pour plus de détails, voir Fiche technique et Distribution.
Au pays des ténèbres est un film muet français réalisé par Victorin Jasset tourné en 1911 et sorti en 1912. 
Ce film dramatique est adapté du roman Germinal d'Émile Zola. Il raconte l'histoire d'une communauté qui subit une catastrophe minière, probablement inspirée par la catastrophe de Courrières. La plupart des scènes ont été tournées à Charleroi, en Wallonie, dans la province de Hainaut, en Belgique.

## Synopsis
Une rivalité amoureuse s'installe entre des mineurs. En résulte une bagarre au fond de la mine, où une lampe se brise, provoquant un coup de grisou ...

## Fiche technique
- Titre : Au pays des ténèbres
- Titre alternatif : Au pays des ténèbres : la mine
- Réalisation : Victorin Jasset
- Scénario : Adaptation du roman Germinal d'Émile Zola (1885)
- Décors : Gaston Dumesnil et Hugues Laurent
- Cadreur : Lucien Andriot
- Société de production : Société Française des Films Éclair
- Société de distribution : Société Française des Films Éclair (France), Motion Picture Distributors and Sales Company (États-Unis)
- Pays de production :  France
- Langue : film muet avec les intertitres  en français
- Format : Noir et blanc — 35 mm — 1,33:1 — Muet
- Métrage : 705 m
- Genre : Film dramatique
- Durée : 23 minutes et 30 secondes
- Dates de sortie :
  - France : 19 janvier 1912

Sources : Bifi et IMDb

## Distribution
- Charles Krauss : Charles Maucourt
- André Liabel : Roger Joris, l'ingénieur
- Marcel Vibert	: Louis Drouard
- Cécile Guyon : Claire Lenoir
- Camille Bardou
- Gilbert Dalleu
- René d'Auchy
- Henri Gouget
- Renée Sylvaire
- Mme. Van Doren